# Las guerras campesinas en Alemania

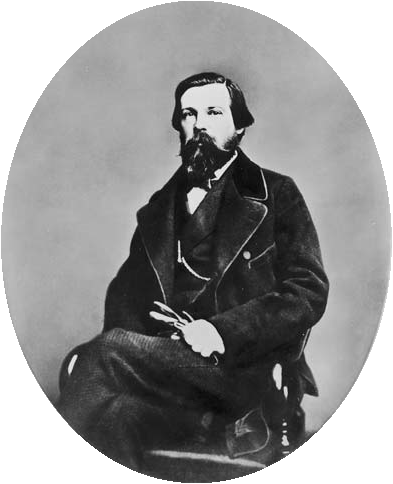
Friedrich Engels en 1860

Las guerras campesinas en Alemania  (en alemán: Der deutsche Bauernkrieg ) es un libro escrito por Friedrich Engels en 1850, que busca explicar las revueltas del siglo XVI. 
Engels escribió el libro en el verano de 1850 en Londres, tras el fracaso de las revoluciones de 1848, trazando un paralelismo entre este levantamiento y la también fallida Guerra Campesina de 1525. El libro no consta de material recolectado de forma independiente, todos los materiales relacionados con la guerra campesina y Thomas Müntzer fueron tomados de una investigación del libro Allgemeine Geschichte des großen Bauernkrieges ("Historia general de la Gran Guerra Campesina") del historiador Wilhelm Zimmermann. El libro de Engels apareció originalmente en la quinta y sexta ediciones de la Neue Rheinische Zeitung-Revue, una revista económica y política editada por Karl Marx en Hamburgo, que luego fue reimpresa en forma de libro. 
El libro discute la compleja estructura social de Alemania en el siglo XVI. Engels afirma que el capitalismo y el protestantismo están asociados, como Max Weber, en su obra La ética protestante y el espíritu del capitalismo. Aunque desde posturas muy diferentes, Engels, partiendo del materialismo histórico considerará al protestantismo como una ideología burguesa fruto del desarrollo de las fuerzas productivas y del ascenso de esta clase social. Por su parte Weber, a la inversa afirmará que es la ideología protestante, con su moral del trabajo, la que permite que se vaya desarrollando una economía capitalista.  